# Френк Даммерт
Френк Даммерт (англ. Frank Dummerth, 6 січня 1871 — 7 серпня 1936) — американський академічний веслувальник.
Бронзовий призер Олімпійських Ігор 1904 року в складі розпашної четвірки без стернового.